# Kreis Lezha
Der Kreis Lezha (albanisch: Rrethi i Lezhës) war einer der 36 Verwaltungskreise Albaniens, die im Sommer 2015 nach einer Verwaltungsreform aufgehoben worden sind. Benannt war er nach dem Hauptort Lezha. Der Kreis im Qark Lezha mit einer Fläche von 473 Quadratkilometern hatte 65.633 Einwohner (Volkszählung 2011). Die Lokalbehörden gaben eine Zahl von 99.843 Einwohnern (2007) an. Rund drei Viertel der Bewohner bekennen sich zum Katholizismus.
Das Gebiet bildet heute die Gemeinde Lezha.

## Geographie

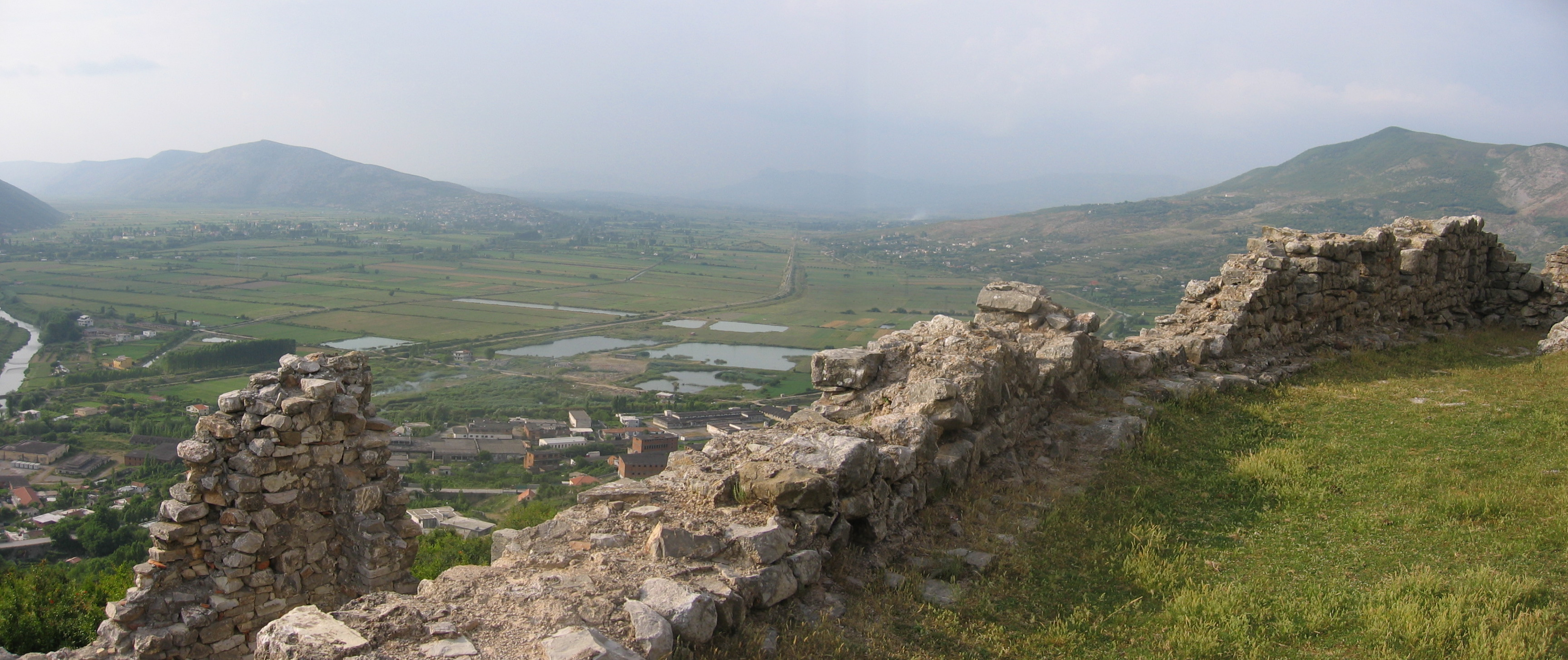
Blick von der Burg von Lezha in die Zadrima-Ebene

Der Kreis Lezha umfasste ein Gebiet im Nordwesten Albaniens an der Küste der Adria und in den östlichen Ausläufern der Berge der Mirdita respektive des Skanderbeggebirges. Im Süden bildet der Fluss Mat die Grenze, im Norden bestimmt der Drin die Landschaft. Der Osten des Kreises ist stark hügelig und zum Teil sehr abgeschieden. Östlich von Lezha und ganz im Nordosten erreichen die Hügel in der Maja e Velës eine Höhe von 1171 m ü. A.
Bei Lezha dringen die Hügel fast bis ans Meer vor. Ansonsten ist die Küstenebene mehrere Kilometer tief. Von Lezha nach Nordwesten verlaufen entlang der Adriaküste parallel zwei lange, schmale Hügelketten, die jeweils fast 400 Meter hoch aus der Ebene steigen. Nördlich von Lezha liegt die fruchtbare Zadrima-Ebene, die sich bis zum heutigen Hauptflussarm des Drin und somit fast bis nach Shkodra erstreckt. Ihr südlicher Teil bis zu den Dörfern Blinisht und Fishta gehört noch zum Kreis Lezha.
Quer durch die Zadrima fließt von Norden nach Süden der kleine Nebenarm des Flusses Drin (Drini i Lezhës). Beim Dorf Gjadër mündet der Fluss Gjadër in den Alten Drin. Bei Lezha hat sich der Drin einen Durchgang zwischen den nordalbanischen Bergen und dem zuvor erwähnten Hügelzug am Meer geschaffen. Westlich von Lezha liegt das Feuchtgebiet Kune-Vain mit der Drin-Mündung, zahlreichen Lagunen und Sümpfen. Dieses Ökosystem wird vom Menschen stark gefährdet, was seine Ursachen insbesondere in der Landflucht, fehlender Staatsmacht respektive korrupten Behörden und den schwierigen wirtschaftlichen Verhältnissen der Bevölkerung hat.

## Wirtschaft
Wie ähnliche Regionen leidet auch die Umgebung von Lezha unter dem Niedergang des Kommunismus, der zum Verlust vieler Arbeitsplätze geführt hat. Bei Lezha finden sich noch große Industriebrachen, und auch der  Militärflugplatz Gjadër in der Zadrima ist weitestgehend stillgelegt. Gerade im hügeligen Hinterland fehlt noch fast jegliche Infrastruktur – viele Dörfer sind nicht ans Straßennetz angeschlossen, viele Schulen sind in desolatem Zustand. Anders in der Ebene, wo sich viele Menschen niedergelassen haben. Die Gemeinde Shënkoll am Südwestrand des Kreises hatte mit 13.102 Personen (Volkszählung 2011) nur etwas weniger Einwohner als der Hauptort.

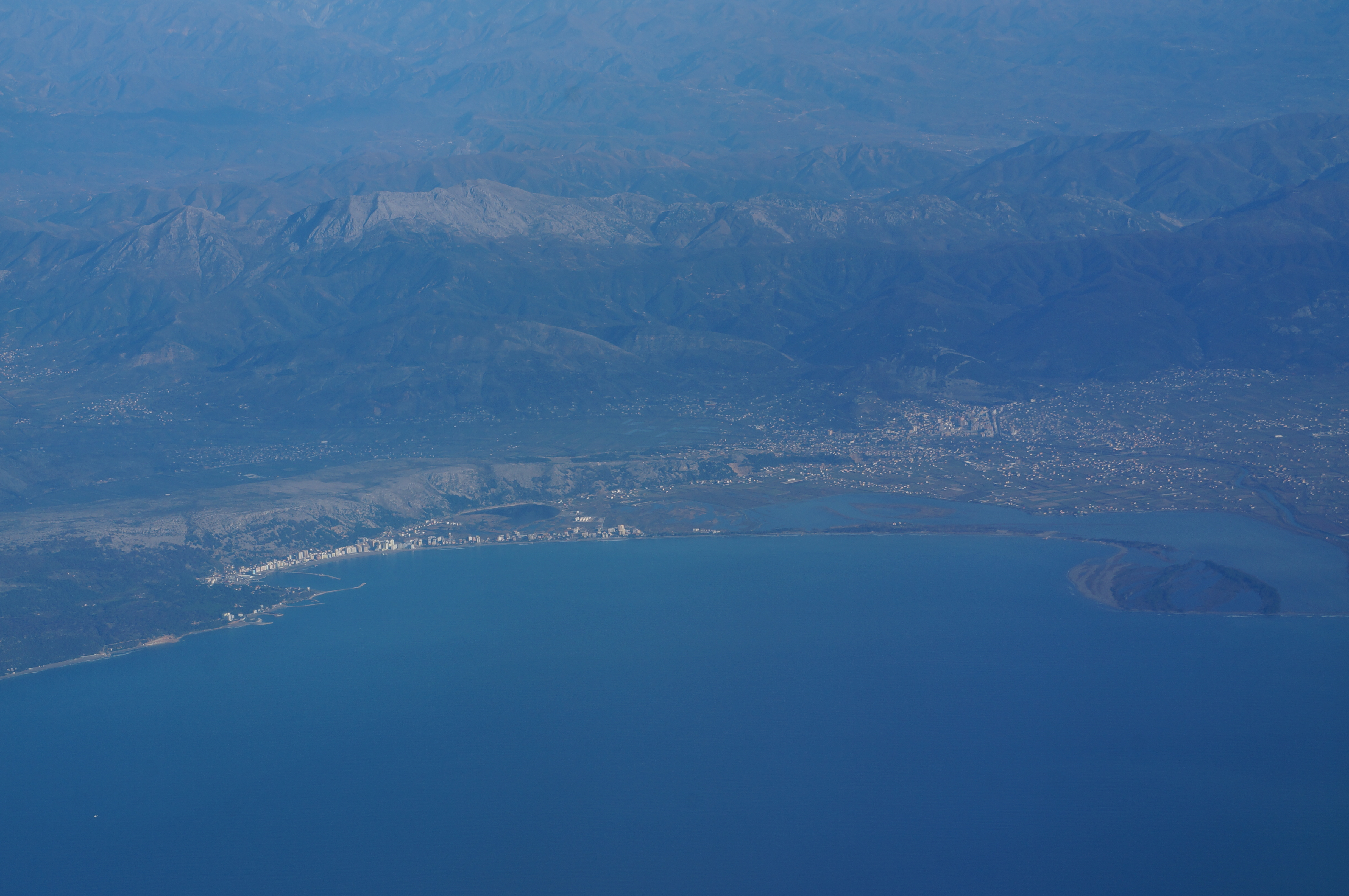
Landschaft um Lezha

Als kleines regionales Zentrum stellt Lezha die Versorgung der Region sicher – zum Beispiel mit regelmäßigen Bauernmärkten. Die Küstenebene um Lezha ist auch verhältnismäßig gut erschlossen: Die weitgehend fertiggestellte Autobahn nach Nordalbanien endet, von Fushë-Kruja (Tirana) kommend, am westlichen Ortseingang des Hauptortes. Seit 2005 führt sie vom nördlichen Ortsausgang weiter bis Shkodra. Daneben verfügt der Kreis mit Shëngjin auch über einen kleinen Hafen, den einzigen Nordalbaniens. Im Jahr 2004 wurden dort Güter im Umfang von 293.300 Tonnen umgeschlagen. Außerdem verläuft die internationale Strecke der albanischen Eisenbahn nach Montenegro durch Lezha.
Von großer wirtschaftlicher Bedeutung in der Region ist insbesondere der Tourismus. Der Strand von Shëngjin lockt im Sommer viele Albaner aus Kosovo und den umliegenden Gebieten, seitdem hier zahlreiche Hotels, Ferienwohnungen und Gaststätten entstanden sind. Ruhiger ist es am Strand von Tale. Aus den historisch bedeutsamen Sehenswürdigkeiten von Lezha (Grab von Skanderbeg, Burg) können hingegen noch keine wesentlichen Einnahmen gewonnen werden.

## Gemeinden
| Name     | Einwohner (2011) | Gemeindeart |
| -------- | ---------------- | ----------- |
| Lezha    | 15.510           | Bashkia     |
| Balldren | 6.142            | Komuna      |
| Blinisht | 3.361            | Komuna      |
| Dajç     | 3.834            | Komuna      |
| Kallmet  | 4.118            | Komuna      |
| Kolç     | 4.228            | Komuna      |
| Shëngjin | 8.091            | Komuna      |
| Shënkoll | 13.102           | Komuna      |
| Ungrej   | 1.587            | Komuna      |
| Zejmen   | 5.660            | Komuna      |